# Amphibolurus
Amphibolurus ist eine im kontinentalen Australien endemisch vorkommende Gattung der Agamen. Die Gattung kommt dort in Zentralaustralien, im Westen von Queensland, im Süden des Northern Territory, im Südosten Australiens  und über die Nullarbor-Ebene bis in nach Western Australia vor.

## Merkmale
Amphibolurus-Arten sind relativ große Echsen mit kräftigen Gliedmaßen und einem langen Schwanz. Die Trommelfelle liegen frei und sind sichtbar. Verglichen mit der Länge ist der Kopf relativ breit und hoch. Die Beschuppung ist heterogen. Die Rückenschuppen sind oft dornig, besonders die entlang der Wirbelsäule. Auch der Nackenkamm ist mit stachligen Schuppen besetzt. Die Kehlschuppen sind glatt bis schwach gekielt, die glatt bis stark gekielt. Die Grundfärbung ist grau, braun oder graubraun. Je ein breiter heller Streifen verläuft im oberen Bereich der Körperseiten vom Ohr bzw. Hals bis zu den Hüften. Diese Streifen werden oben durch einige braune oder graue Keile durchschnitten. Die Lippenschuppen sind hell. Die helle Zone an den Lippen ist nicht mit den hellen Seitenstreifen verbunden.

## Lebensraum
Amphibolurus-Arten kommen in einem breiten Spektrum verschiedener Lebensräume vor, darunter sind verschiedene Typen trockener und halbtrockener Wälder sowie Küstenheiden.

## Systematik
Die Gattung Amphibolurus wurde 1830 durch den deutschen Zoologen Johann Georg Wagler eingeführt. Sie ist die Schwestergattung von Lophognathus; die von beiden Gattungen gebildete Klade ist die Schwestergruppe der Kragenechse (Chlamydosaurus kingii). Alle drei Gattungen zusammen bilden innerhalb der Agamen mit ca. 15 weiteren Gattungen die Unterfamilie Amphibolurinae, die in Neuguinea und Australien vorkommt.
Es gibt vier Arten:
- Amphibolurus burnsi (Wells & Wellington, 1985)
- Amphibolurus centralis (Loveridge, 1933)
- Amphibolurus muricatus (White, 1790)
- Amphibolurus norrisi Witten & Coventry, 1984